# Christiaan Huygens
Christiaan Huygens /ˈkrɪs.tjaːn ˈhœʏ̯ɣəns/ () (L'Aia, 14 aprile 1629 – L'Aia, 8 luglio 1695) è stato un matematico, astronomo e fisico olandese, fra i protagonisti della rivoluzione scientifica.

## Biografia
Christiaan Huygens (1629-1695), secondogenito di Constantijn Huygens, uno dei più celebri e raffinati poeti della Repubblica delle Sette Province Unite e amico del filosofo Cartesio, iniziò i suoi studi in giurisprudenza e matematica all'Università di Leida tra il 1645 e il 1647. Successivamente, proseguì la sua formazione presso il College van Oranje (Collegio d'Orange) di Breda. Nonostante la formazione iniziale in legge, il suo interesse si spostò presto completamente verso la scienza, campo in cui divenne uno dei più influenti scienziati dell'epoca, contribuendo in maniera decisiva in fisica, matematica e astronomia.
Fece parte del circolo dei Collegianti di Rijnsburg (nei dintorni di Leida), prendendo residenza nell'importante sede istituzionale nota come Collegium, di cui il padre dei fratelli Isaac e Simon de Vries era rettore. Fu in questa occasione che nel 1656 incontrò il filosofo olandese Baruch Spinoza, da poco trasferitosi nel villaggio, che svolgeva la professione di ottico, mestiere per cui era notevolmente rinomato; Spinoza e Huygens strinsero una forte e profonda amicizia di cui si trova traccia anche nell'Epistolario, e il filosofo divenne il fornitore di lenti del fisico. 
Nel 1666, Christiaan si trasferì a Parigi, dove lavorò come direttore presso l'Académie des Sciences, voluta da Luigi XIV. In Francia partecipò alla realizzazione dell'osservatorio della capitale, inaugurato nel 1672, di cui si servì per effettuare ulteriori osservazioni astronomiche.
Huygens tornò a L'Aia nel 1681, in seguito a una grave malattia. Tentò poi di rientrare in Francia, ma la revoca dell'editto di Nantes, avvenuta nel 1685, gli precluse tale trasferimento. Dopo la morte, il suo corpo fu sepolto nel cimitero della chiesa di Grote Kerk de L'Aia.
Christiaan fu il primo membro onorario straniero della Royal Society (a partire dal 1663).

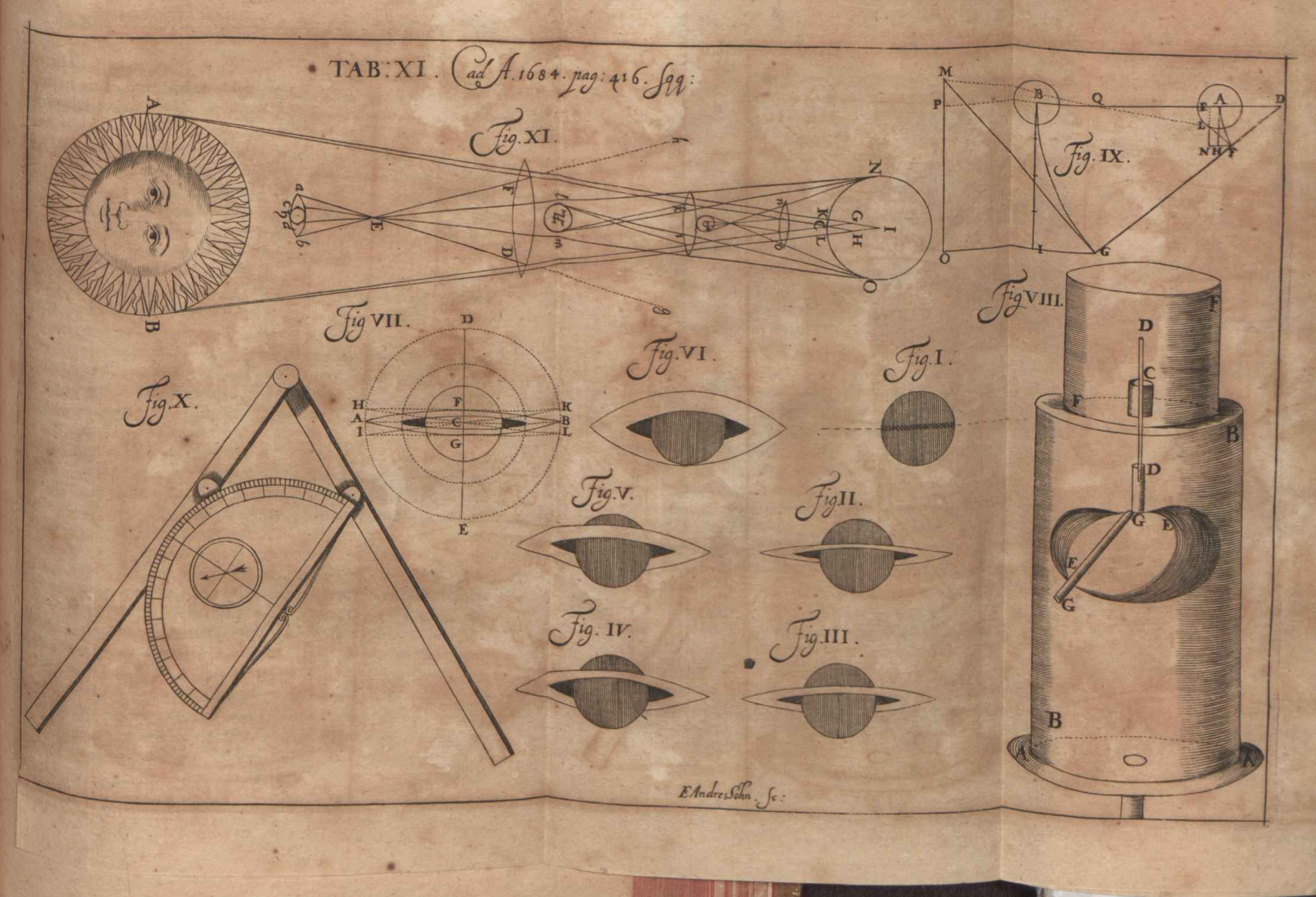
Illustrazione degli Acta Eruditorum del 1684 in cui è pubblicato l'articolo Relatio de controversia, quae hactenus inter Dn. Hugenium et Dn. Catelanum agitatur de centro oscillationis ...

## Osservazioni astronomiche
Nel 1655, adoperando un telescopio rifrattore di propria fabbricazione, scoprì la maggiore luna di Saturno, Titano, e teorizzò che Saturno fosse circondato da un anello sottile e piatto, non collegato al pianeta, inclinato rispetto all'eclittica (Annulo cingitur, tenui, plano, nusquam cohaerente, ad eclipticam inclinato). Nello stesso anno osservò la Nebulosa di Orione. Grazie al suo telescopio fu in grado di suddividere la nebulosa in singole stelle. La regione interna più chiara della Nebulosa di Orione è chiamata Regione di Huygens in onore di questo lavoro. Molte delle osservazioni astronomiche di Huygens furono raccolte nel Systema Saturnium (1659).
Si occupò anche di ottica, migliorando notevolmente gli strumenti astronomici, costruendo un oculare per cannocchiali formato da due lenti pianoconvesse, adatto a ridurre l'aberrazione cromatica, che oggi da lui prende il nome. Propose inoltre nuove tecniche di lavorazione delle lenti.
Gli è stato dedicato un asteroide, 2801 Huygens, un cratere su Marte e un monte sulla Luna, Mons Huygens, che è la cima più alta della catena dei Montes Apenninus. Inoltre ha preso il suo nome anche il lander atterrato su Titano durante la missione spaziale Cassini-Huygens nel 2005.

## Altri contributi
Huygens preparò le fondamenta dell'analisi matematica (poi sviluppata da Newton con il metodo delle flussioni e delle fluenti) nei suoi lavori sui coni, ma soprattutto è famoso per la sua ipotesi circa la teoria ondulatoria della luce.
Prendendo in esame la forza centrifuga e la gravità, poi, fu il primo a notare la variazione della forza centrifuga tra poli ed equatore, riuscendo a esprimere tale forza anche da un punto di vista matematico: constatò che il pendolo che batteva il secondo a Parigi, perdeva 2 minuti ogni 24 ore se posto a Caienna (cioè a differente latitudine).
A lui si deve anche la prima ipotesi in merito alla conservazione dell'energia, introducendo il concetto di forza viva, che successivamente sarà chiamata energia cinetica, applicata concettualmente anche alla possibilità di spiegare i fenomeni naturali in termini di cambiamenti di velocità e posizione di atomi microscopici.
Tramite deduzioni matematiche, calcolò assieme a Newton lo schiacciamento terrestre. Si interessò anche alla teoria dei vortici di Cartesio, cercando di perfezionarla. Dedusse il teorema di Huygens-Steiner sul calcolo del momento di inerzia. Infine ideò il pendolo cicloidale.

## Rapporti con la comunità scientifica

Correspondance

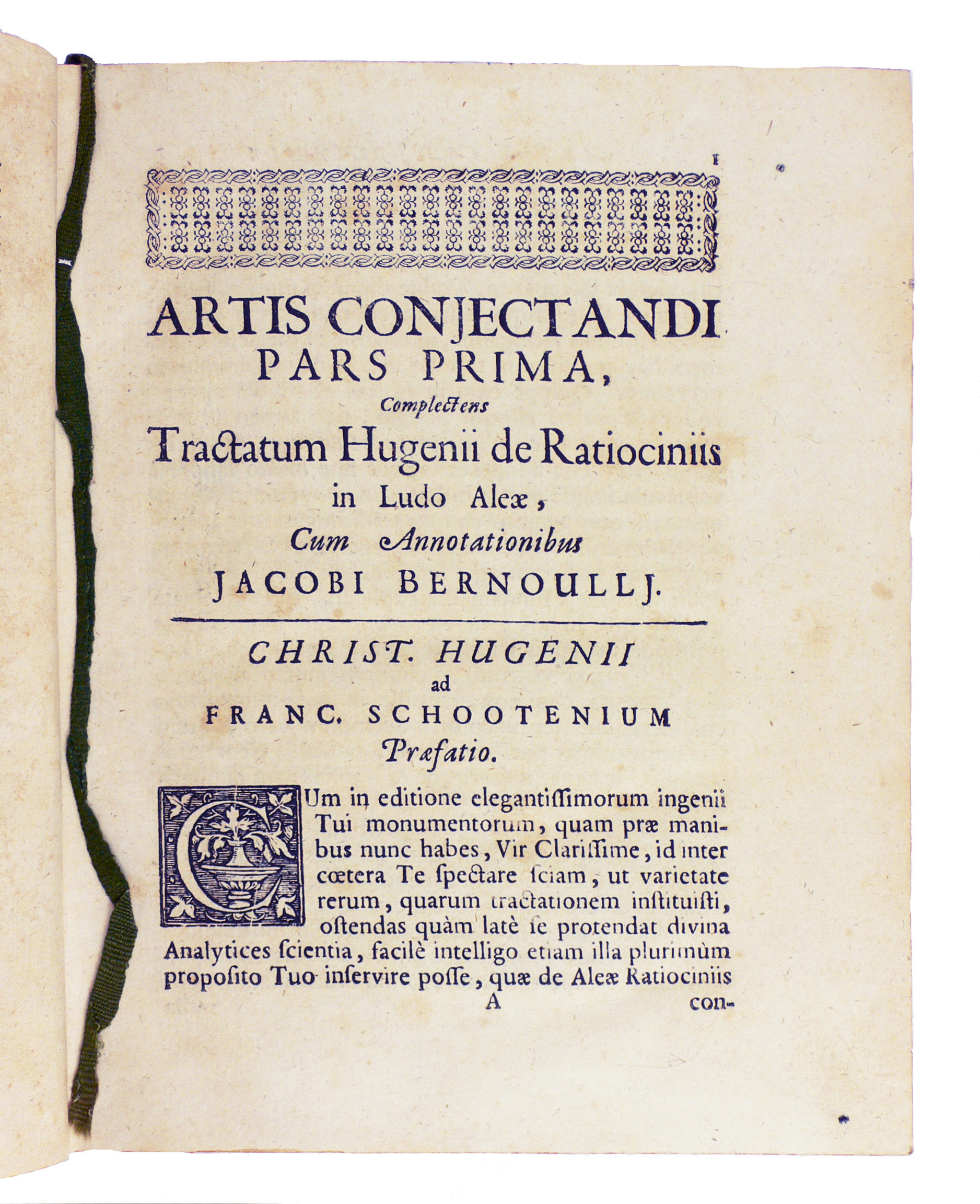
Ars conjectandi di Jakob Bernoulli, 1713 (Milano, Fondazione Mansutti)

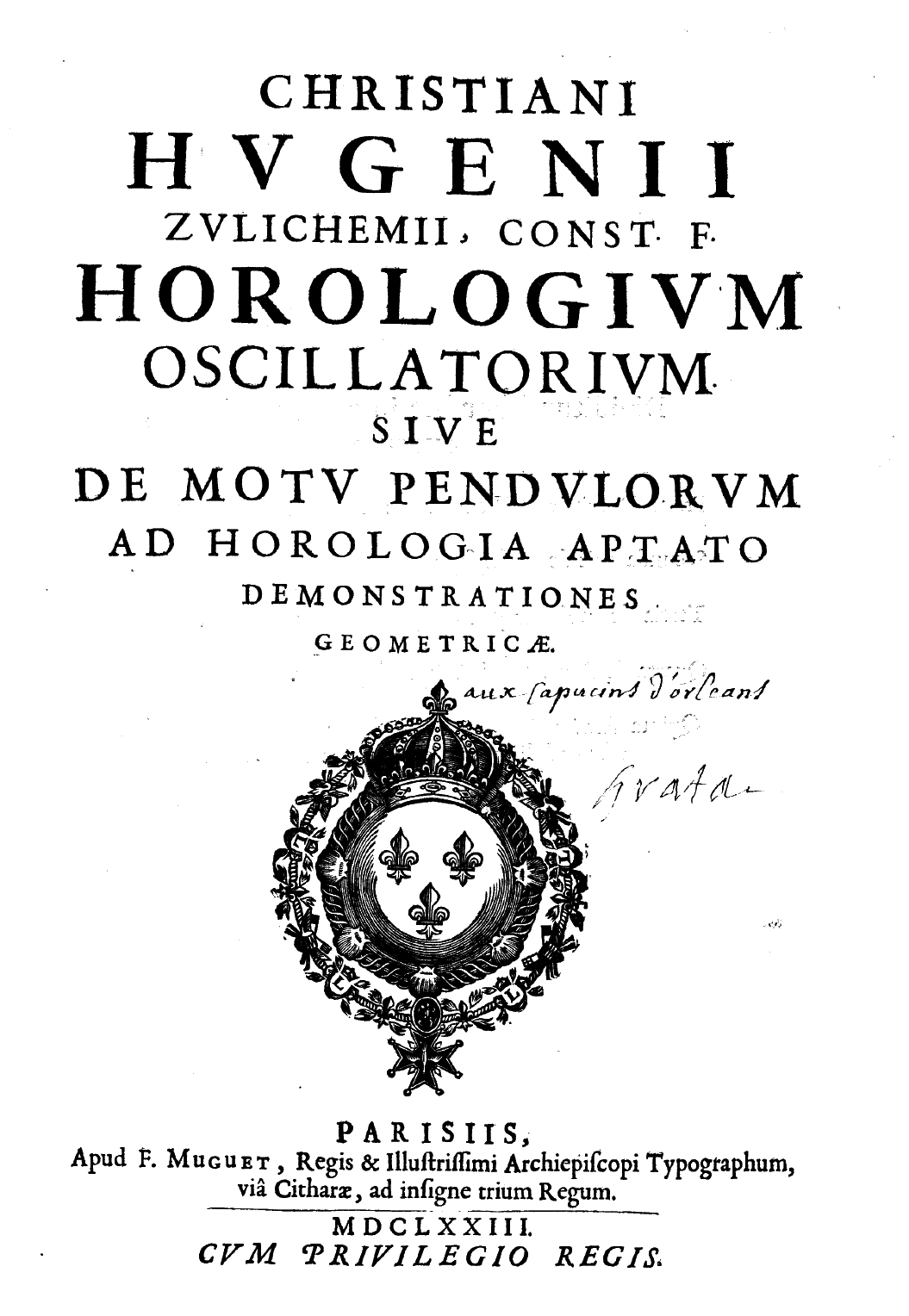
Horologium oscillatorium sive de motu pendulorum, 1673

Durante la sua vita ebbe contatti con Cartesio, Pascal, Leibniz, Leeuwenhoek, d'Aalencé e Mersenne, che contribuirono anche alla sua formazione scientifica. Dietro insistenza di Pascal, Huygens scrisse uno dei primi libri sulla teoria delle probabilità, Tractatus de ratiociniis in ludo aleae, pubblicato nel 1657, grazie al quale è considerato uno dei fondatori della disciplina del calcolo delle probabilità.
Huygens intrattenne rapporti di corrispondenza anche con la comunità scientifica toscana, al tempo dell'Accademia del Cimento; tali rapporti investirono, anzitutto, la definizione della natura dell'anello che circonda Saturno. Comportarono, inoltre, l'avvio di una polemica, soprattutto con Vincenzo Viviani, che rivendicò la priorità galileiana della scoperta dell'applicazione del pendolo all'orologio, presentata come propria invenzione dallo scienziato olandese. Nella controversia furono coinvolti anche Johann Philipp Treffler e Robert Hooke che già nel 1666 esposero alla Società Reale delle Scienze un modello funzionante di orologio a pendolo.
Nel 1656, infatti, Huygens aveva ottenuto un brevetto sul primo orologio a pendolo. Nell'opera Horologium oscillatorium sive de motu pendulorum (L'Aja, 1658) espose la teoria del movimento del pendolo, raccogliendo l'eredità dei primi studi di Galileo, e riuscì a perfezionare gli orologi a pendolo introducendo un bilanciere a molla per cronometri, atto a essere trasportato per mare, nonché l'uso della molla a spirale per gli orologi portatili. Nel 1675 Huygens brevettò anche un orologio da tasca.

## Opere
- 1649 - De iis quae liquido supernatant (inedito)
- 1651 - Cyclometriae
- 1651 - Theoremata de quadratura hyperboles, ellipsis et circuli
- 1654 - De circuli magnitudine inventa
- 1656 - De Saturni Luna observatio nova
- 1656 - De motu corporum ex percussione (pubblicato nel 1703)
- 1657 - Tractatus de ratiociniis in ludo aleae (tradotto in olandese da Frans van Schooten come Van reeckening in spelen van geluck)
- 1659 - Systema saturnium
- 1673 - Horologium oscillatorium sive de motu pendulorum
- 1673 - De vi centrifuga
- 1684 - Astroscopia Compendiaria tubi optici molimine liberata
- 1685 - Memoriën aengaende het slijpen van glasen tot verrekijckers
- 1686 - Kort onderwijs aengaende het gebruijck der horologiën tot het vinden der lenghten van Oost en West (sull'uso di orologi per determinare la longitudine)
- 1690 - Traité de la lumière
- 1690 - Discours de la cause de la pesanteur
- 1691 - Lettre touchant le cycle harmonique
- 1698 - Cosmotheoros.
  - Cosmotheoros: congetture sulle terre celesti e sui loro ornamenti (1698); edizione curata e tradotta da Lorenzo De Piccoli, Testo originale a fronte, Milano; Udine, Mimesis, 2023, ISBN 979-12-22-30429-8
- 1703 - Opuscula posthuma, che contengono:
  - De motu corporum ex percussione
  - Descriptio automatis planetarii
- 1724 - Novus cyclus harmonicus (opera postuma)
- 1728 - Christiani Hugenii Zulichemii, dum viveret Zelhemii toparchae, opuscula posthuma ...

### Edizioni
- (LA) Horologium oscillatorium, sive De motu pendulorum ad horologia aptato demonstrationes geometricae, Paris, François Muguet, 1673.
- (LA) Kosmotheoros, sive, De terris coelestibus eorumque ornatu conjecturae, Den Haag, 1699.
- (LA) [Opere], vol. 1, Leiden, Pieter Janssoon van der Aa (2.), 1724.
- (LA) [Opere], vol. 2, Leiden, Pieter Janssoon van der Aa (2.), 1724.

## Riconoscimenti
- Membro dell'Accademia francese delle scienze (1666)